# Graptemys versa
La tartaruga geografica del Texas (Graptemys versa Stejneger, 1925) è una tartaruga acquatica della famiglia degli emididi.

## Descrizione
Le dimensioni variano a seconda del sesso: in esemplari adulti possono andare da 8 a 10 cm per i maschi, da 12 a 15 cm per le femmine, ma in cattività difficilmente raggiungono tali dimensioni.

## Distribuzione e habitat
In natura vivono nei fiumi e nei laghi del sud est degli Stati Uniti, più nello specifico nella zona centrale del Texas.

## Comportamento
Si tratta di tartarughe acquatiche che raramente si avventurano sulla terraferma se non per la deposizione delle uova.
Sono animali diurni e sono attivi dalla primavera all'autunno. Con l'abbassarsi delle temperature, verso ottobre, rallentano il loro metabolismo e cadono in letargo sul fondo fangoso del corso d'acqua dove vivono. Con l'arrivo della primavera riacquistano pian piano la loro attività e verso la fine di maggio inizia la stagione degli accoppiamenti.
Verso luglio le femmine depongono la prima volta; si calcolano, in media, tre deposizioni l'anno per un totale di uova che si aggira intorno a 30.
Gli individui maschili risultano essere sessualmente attivi già a partire dal secondo anno di vita, mentre quelli femminili intorno al terzo anno.

## Allevamento
Riscuote sempre più ampi consensi da parte degli appassionati in quanto si tratta della specie che raggiunge, una volta adulta, le dimensioni più piccole tra tutte le tartarughe del genere Graptemys e quindi risulta di facile allevamento all'interno di terracquari. Proprio per questo motivo è comparsa sul mercato sostituendo sempre più le sue "cugine" che hanno dimensioni di gran lunga maggiori.